# Nationalpark Cavernas do Peruaçu

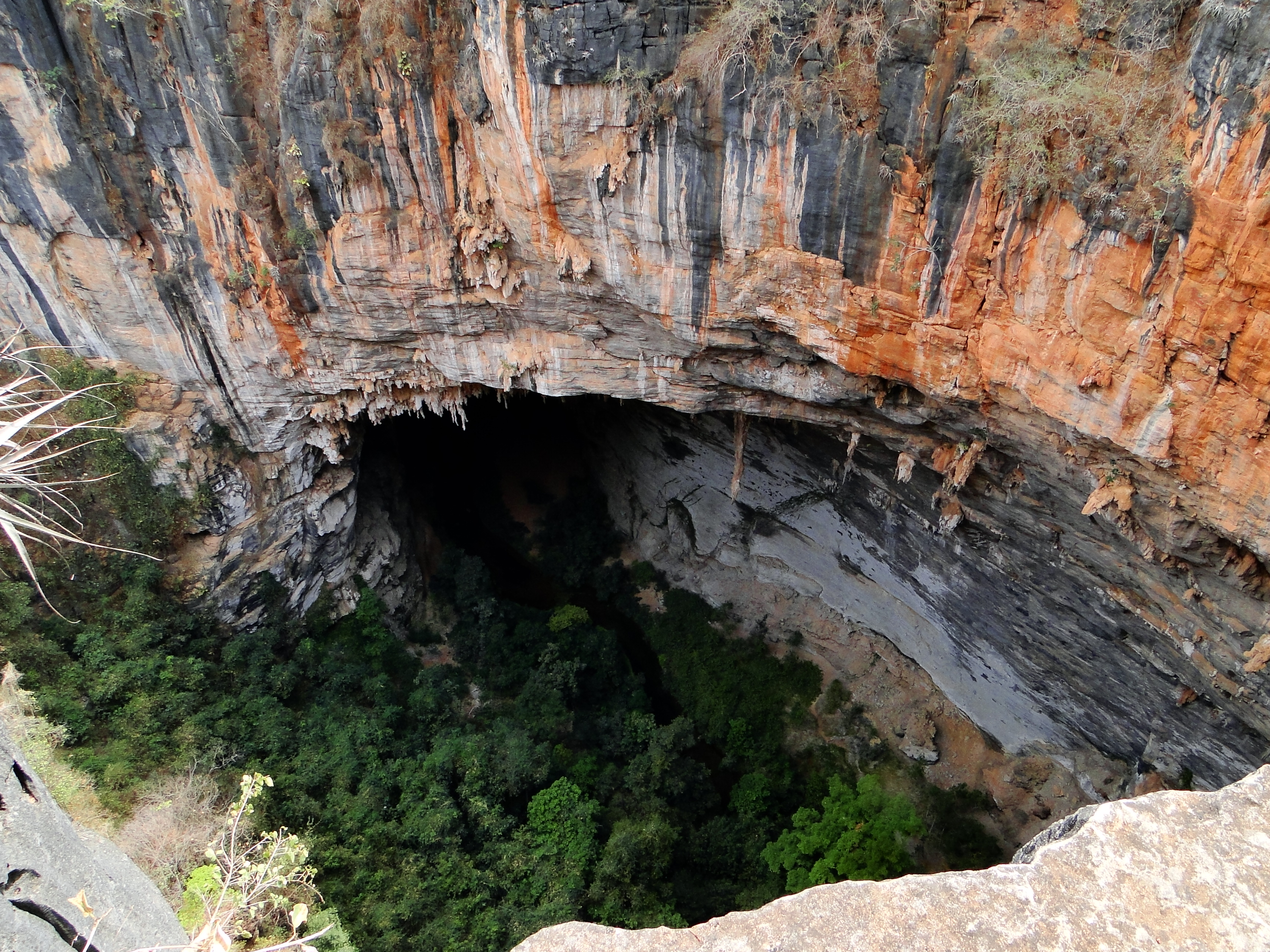
Doline Macacos

Der Nationalpark Cavernas do Peruaçu, amtlich portugiesisch Parque Nacional Cavernas do Peruaçu, ist ein Nationalpark im Norden des Bundesstaats Minas Gerais in Brasilien. Der am 21. September 1999 gebildete Park hat eine Fläche von 568 km² und befindet sich am Rio Peruaçu (ein Nebenfluss des Rio São Francisco) nördlich von Januária, nicht weit vom Nationalpark Grande Sertão Veredas etwa 600 km von Belo Horizonte entfernt. Teile liegen auch in den Munizipien Itacarambi und São João das Missões. 2025 wurde der Nationalpark von der UNESCO als Weltnaturerbe eingetragen.
Skelette und Spuren früherer Bewohner sind bis 11.000 Jahre alt. Bei Wanderungen kann man beeindruckende Felsmalereien finden.
Neben dem archäologischen Erbe (80 Stellen) werden die Natur (140 Höhlen) und die Wasservorräte geschützt. 
Die Vegetation besteht aus immergrünen Galeriewäldern an feuchten Stellen und Trockenwald in Cerrado und Caatinga.
Man erreicht ihn über die Straße MG-135, es sind 45 km bis zum Dorf Fabião I mit dem Sitz der Umweltbehörde, von dort weitere 2 km bis in den Park. Der frühere Großgrundbesitz Fazenda Retiro/Morro do Angú ist für Besucher nicht geöffnet, außer man hat eine Sondergenehmigung des Umweltamtes IBAMA in Januária. Inzwischen soll der Nationalpark auch für den Tourismus geöffnet werden.
Das Klima ist tropisch halbtrocken mit jährlichen Niederschlägen zwischen 450 und 1400 mm. Die Regenzeit liegt zwischen Oktober und April. Die Temperaturen schwanken zwischen 16 und 34 °C.

## Sehenswürdigkeiten
- An einer der spektakulärsten Stellen des Parks verschwindet der Rio Peruaçu in einem tiefen Canyon und bildet dabei die Gruta do Janelão (dt. Höhle des großen Fensters), 4 km lang mit dunklen Abschnitten und plötzlichen Aussichten nach oben. Ein 28 m langer Stalaktit soll der größte der Welt sein.
- Die Gruta Bonita heißt zu Recht schöne Höhle
- Die Lapa do Rezar hat einen 120 × 70 m großen Eingang und Höhlenmalereien
- Lapa do Carlúcio
- Lapa dos Desenhos mit Zeichnungen, die Mais darstellen sollen
- Lapa do Caboclo
- Lapa do Brejal mit einem unterirdischen Sandstrand
- Arco do André mit einem 100 m hohen Portal